# Les Yeux de l'assassin
Pour plus de détails, voir Fiche technique et Distribution.
  Les yeux de l'assassin    est un téléfilm américain réalisé par Jason Furukawa.

## Synopsis
Une jeune femme reçoit sur son téléphone des photos d'elle. Elle entreprend de découvrir qui en est l'expéditeur et ses intentions.

## Fiche technique
- Titre original : Killer Photo
- Titre québécois : Les yeux de l'assassin
- Réalisation : Jason Furukawa
- Scénario : Rolfe Kanefsky
- Photographie :
- Musique : Christopher Nickel
- Montage : Vincent De Paula
- Directeurs des rôles :
- Décors : Chad Krowchuk
- Costumes : Kathi Moore
- Producteur : Gilles Laplante
- Société de production : Lauren Mainland
- Société de distribution :
- Genre :
- Format : Couleurs - 1,85:1 - 35 mm - son Dolby
- Pays d'origine :  États-Unis
- Langue : Anglais
- Budget :

## Distribution
- AnnaLynne McCord : Sarah Miller
- Mark Ghanimé : Kurt Miller
- Gracyn Shinyei : Teri Miller
- Darla Taylor : Julie Kriegel
- Brent Stait : Vincent Strurup
- Jody Thompson : Louise Hampshire
- Emma Johnson : Jennifer Searles
- Brenda Crichlow : Reporter